# Sint-Bonifatiuskerk (Dordrecht)

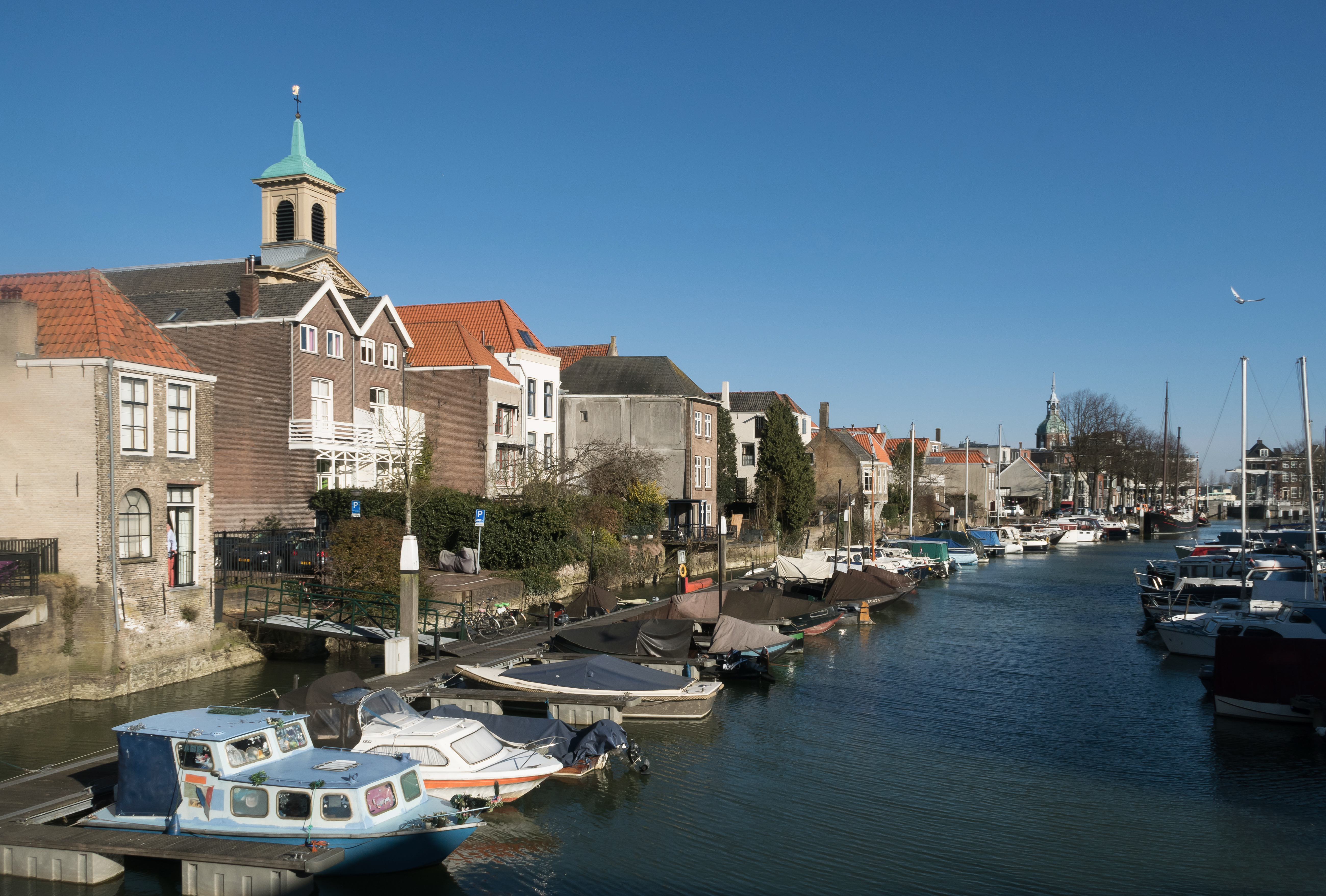
Zicht op de Wijnhaven met links de toren van de Bonifatiuskerk

De Sint-Bonifatiuskerk is een kerkgebouw aan de Wijnstraat in de stad Dordrecht, in de Nederlandse provincie Zuid-Holland. 
De hallenkerk dateert uit de periode 1823-1826 en werd ontworpen in neoclassicistische stijl door stadsarchitect P. Plukhooy. De kerk heeft een houten toren op de voorgevel. Het interieur bestaat uit zuilen met composietkapitelen en houten tongewelven. Het altaar en de preekstoel dateren uit 1827.
In 1903 werd een nieuwe pastorie achter de kerk gebouwd aan de Kuipershaven. Het ontwerp is van de Dordtse architect Carel Tenenti. 
Het poppodium Bibelot was in de kerk gevestigd van 1981 tot maart 2013. Toen werd het pand in gebruik genomen als jongerencentrum.